# Сейсмічність Канади
Територія Канади — характеризується досить високою сейсмічністю. 

## Загальна характеристика
Головна сейсмоактивна зона Північної Америки, на території якої розташована Канада, тягнеться вздовж її Тихоокеанського узбережжя і пов'язана з конвергенцією Східно-Тихоокеанської і Північно-Американської літосферних плит. 
Рельєф Канади дуже різноманітний. Основну частину країни займають рівнини прерій і плато Канадського щита з висотами 300—1500 м. На захід від прерій розташовуються континентальні низовини Британської Колумбії і Скелясті гори (частина Кордильєр, найвища точка — гора Логан, 5959 м), на сході, від півдня від Квебека до приморських провінцій, підносяться Аппалачі. На північ від цієї області знаходиться обширний Канадський щит, скельний регіон, очищений останнім льодовиковим періодом. На території Канади виділяється декілька сейсмоактивних зон, в яких можливі сейсмічні впливи з інтенсивністю до 7—8 балів і вище.
На початку березня 2024 року, поблизу узбережжя Канади, тільки протягом однієї доби, сталося майже 2000 землетрусів, що може бути ознакою зародження нової океанічної кори в результаті глибоководного магматичного розлому. Ці землетруси за своєю силою були відносно невеликими, але їхні епіцентри були зосереджені в майже в одному місці, яке отримало назву «Індевор» та лежить приблизно за 150 миль (240 км) від узбережжя острова Ванкувер. Тут, на тектонічній плиті Хуан де Фука, розташовано безліч гідротермальних джерел, де дно океану поволі розсувається. Проте, як на думку вчених, дана область відокремлена від зони субдукції, регіону, де одна тектонічна плита занурюється в мантію під іншу плиту та зростається з нею, що може призвести до великих руйнівних мегаземлетрусів.
Окрім того, досить часті землетруси в Канаді провокуються застосуванням гідророзривів під час видобування природного газу. Видобування газу способом гідророзриву передбачає закачування рідини у глибокі свердловини під високим тиском з метою розриву дрібних кам'яних формувань та вивільнення з них природного газу.

## Землетруси минулих століть
20 листопада 1933 року, о 18:21 за північноамериканським східним часом (23:21 UTC), в морі Баффіна стався сильний землетрус магнітудою 7,4 балів, який відчувався в Гренландії і на північно-західних територіях Канади.
25 грудня 1989 року, о 09:24 за місцевим часом (14:24 UTC), на півострові Унгава стався сильно помірний за (шкалою інтенсивності МSK-64) землетрус магнітудою 6,3 балів. Основному поштовху, на десять годин раніше, передував форшок магнітудою 5,1 балів.

## Землетруси XXI століття

### 2010
23 червня, о 17:41:42 (UTC), на кордоні між канадськими провінціями Квебек та Онтаріо, за 29,9 км на північний північний схід від Вал-Дес-Монтс (Val-des-Monts) стався помірний (за шкалою інтенсивності МSK-64) землетрус магнітудою 5,4 балів за (шкалою Ріхтера).

### 2019
24 грудня, за посиланням на канадський суспільний мовник CBC News, у провінції Британська Колумбія в Канаді сталося одразу декілька землетрусів силою від 4,8 до 6,0 балів (за шкалою Ріхтера). Землетруси були зафіксовані за 100 км від міста Порт-Гарді. Перший — близько 8 ранку силою 5,1 балів (за шкалою Ріхтера). До 12 години підземні поштовхи сталися ще двічі (магнітудою 5,6 і 5,8 балів). Вдень сталося ще два землетруси магнітудами в 6,0 і 4,8 балів. Постраждалих в результаті стихійного лиха не було, загроз цунамі — не виникало.
4 липня, згідно з повідомленням агентства Reuters, на північний захід від острова Ванкувер у Канаді стався сильно помірний (за шкалою інтенсивності МSK-64) землетрус магнітудою 6,5 балів (за шкалою Ріхтера). За даними Геологічної служби США, епіцентр землетрусу знаходився за 225 км від міста Порт-Гарді та залягав на глибині близько 10 км. Інформація про можливі наслідки землетрусу або загрозу цунамі — не оголошувалася.

### 2021
7 вересня, в районі північного узбережжя Британської Колумбії, Канада, стався Сильно помірний (за шкалою інтенсивності МSK-64) землетрус магнітудою 6,5 балів (за шкалою Ріхтера). За даними Геологічної служби США, епіцентр землетрусу знаходився за 164 км на південний схід від районного муніципалітету Кітімет, з гіпоцентром на глибині 15 км.

### 2022
18 листопада, CBC News повідомив, що протягом одного тижня, на північному сході Британської Колумбії сталося два сильно відчутних  (за шкалою інтенсивності МSK-64) землетруси. Перший землетрус магнітудою 4,7 балів (за шкалою Ріхтера) був зафіксований 11 листопада за 132 км на північний захід від міста Форт Сейнт Джон. Другий землетрус силою 4,6 балів (за шкалою Ріхтера) трапився в цьому ж місці через чотири дні. За висновками експертів Комісії з питань нафти й газу Британської Колумбії, землетруси були спровоковані гідророзривами під час видобування природного газу.

### 2023
13 квітня, сильно помірний (за шкалою інтенсивності МSK-64) землетрус магнітудою 6,2 балів (за шкалою Ріхтера) стався біля південно-західного узбережжя Канади. Як повідомило видання The Toronto Star, епіцентр землетрусу був за декілька сотень кілометрів від острова Ванкувер, під морським дном, на глибині 8 км. Геологічна служба США також повідомила, що цей землетрус відчувався вздовж північно-західного узбережжя країни, на відстані майже 2000 км.

### 2024
1 лютого, о 7:37 (за місцевим часом), у Канаді, поблизу кордону між провінціями Квебек та Онтаріо стався незначний, але відчутний (за шкалою інтенсивності МSK-64) землетрус магнітудою 3,6 балів (за шкалою Ріхтера). Епіцентр землетрусу лежав на території адміністративного регіону Монтереж, розташованого на березі річки Святого Лаврентія. Геологічна служба США також повідомила, що землетрус магнітудою 3,2 балів (за шкалою Ріхтера) стався за 7 км на північний захід від Гантінгдона у Квебеку.
17 квітня, о 23:41 (за місцевим часом), на острові Ванкувер у Канаді стався сильно відчутний (за шкалою інтенсивності МSK-64) землетрус магнітудою 4,6 балів (за шкалою Ріхтера). Згідно з даними Німецького дослідницького центру геонаук (GFZ), гіпоцентр землетрусу залягав на глибині 10 км під землею.
11 липня, о 18:08:52 (за київським часом), Головним центром спеціального контролю ДКАУ було зареєстровано сильно помірний (за шкалою інтенсивності МSK-64) землетрус магнітудою 6,0 балів (за шкалою Ріхтера). Епіцентр землетрусу знаходилося в Тихому океані, за 140 км від острова Ванкувер з гіпоцентром на глибині 16 км.

### 2025
3 березня, о 5:02 ранку (за місцевим часом), у канадській провінції Британська Колумбія стався сильно відчутний (за шкалою інтенсивності МSK-64) землетрус силою 4,1. За повідомленням CBC News, епіцентр землетрусу знаходився поблизу острова за 42 км на схід від містечка Сідні, неподалік Вікторії.